# Día de la Cruz (Alhaurín el Grande)
Uno de los días importantes de Alhaurin el Grande es el día de la Cruz. El Santísimo Cristo de la Vera-Cruz es honrado por todos los alhaurinos/as con unos días llenos de grandes celebraciones. El día festivo en esta localidad es el día 3 de mayo siendo fiesta local. 
La celebración del día de la Cruz comienza con la presentación del cartel, que más tarde será expuesto en todos los comercios del pueblo y con la publicación de una revista, editada desde hace relativamente pocos años, llamada “Cruz y Gloria”.
Más tarde, el día 28 de mayo, comienza la banda de la cofradía una ofrenda floral a la patrona de la localidad Nuestra Señora de Gracia. Y además, en este día comienza el Triduo que se extenderá durante dos días más. 
El 1 de Mayo, festividad nacional, los hermanos/as de la cofradía van a las sierras cercanas a la localidad a recoger romero, para esparcirlo por el suelo durante las procesiones de los días posteriores. La salida hacia la sierra se hace a las 8 de la mañana siendo su finalización a las 2 de la tarde. 
Este mismo día por la noche, después de una guardia por la Escuadra de Gastadores de la Cofradía de la Santa Vera Cruz, se procede a un pasacalle en el que el Cristo de la Vera Cruz es paseado a hombros por los gastadores.
Ya el día 2 de Mayo,se hace una Diana por alhaurin gracias a las bandas de la cofradía.Por la tarde entran a la localidad las bandas que vallan a participar en la procesión.Y ya sobre las 10 de la noche, se realiza una procesión en la que las bandas de música de la cofradía, los nazarenos y mantillas acompañan al Cristo de la Vera Cruz hacia la Parroquia de la Encarnación donde pasará la noche. 
Ya el último día, el día 3 de mayo, las bandas de música de la Cofradía hacen de nuevo una diana por las calles de Alhaurin. A continuación, sobre media mañana se celebra una misa en honor al Cristo de la Vera Cruz en la Parroquia de la Encarnación. Después de la misa hacia las 1 de la tarde las bandas de música de la Cofradía y las visitantes realizan una desfile por el centro del pueblo.
Por último, el Cristo de la Vera Cruz regresa al Convento con una procesión, como el día anterior, acompañado por las bandas de música, nazarenos y mantillas.
- Datos: Q16303097